# Hokej klub Spartanac Split
Hokej klub Spartanac je hokejski klub iz Splita. Jedini je hokejski klub na području Splita i Dalmacije.

## Povijest
Klub je osnovan pod inicijativom trenera iz Sportske akademije Sparta, a službeni datum osnivanja je 24. svibnja 2015. Osnivač i predsjednik kluba je trener Nikola Barbarić. Tajnica kluba je Vanja Pastuović.
Prvu prijateljsku utakmicu HK Spartanac odigrao je na pomoćnom terenu Poljuda 21. kolovoza 2015. godine protiv HAHK Mladosti iz Zagreba. Utakmica je završila rezultatom 6-2 za Zagrepčane iako su Splićani poveli golom Luke Androje. Drugi gol za splitsku momčad postigao je Ivan Miloš.  Arhivirana inačica izvorne stranice od 8. prosinca 2015. (Wayback Machine)
Prvu službenu utakmicu splitski hokejaši odigrali su 21. studenog 2015. godine u Poreču gdje su sudjelovali na tradicionalnom međunarodnom turniru u dvoranskom hokeju. U prvoj utakmici porazili su 
kombiniranu ekipu sastavljenu od igrača iz više zagrebačkih klubova rezultatom 4:3 te na kraju osvojili 3. mjesto i tako donijeli prvi hokejski trofej u povijesti u grad pod Marjanom.

## Klupske boje
Klupske boje su bijela, crna i crvena. Boje dresa su - bijela majica, crne hlačice i crne štucne.

## Vanjske poveznice
- http://www.hrvatskareprezentacija.hr/spartanac-za-povijest-u-splitu-odigrana-prva-utakmica-hokeja-na-travi-nakon-36-godina/  Arhivirana inačica izvorne stranice od 8. prosinca 2015. (Wayback Machine)
- http://www.slobodnadalmacija.com/Ostalo/tabid/87/articleType/ArticleView/articleId/296687/Default.aspx  Arhivirana inačica izvorne stranice od 8. prosinca 2015. (Wayback Machine)
- http://www.slobodnadalmacija.hr/Ostalo/tabid/87/articleType/ArticleView/articleId/308043/Default.aspx